# Nuno Melo (homme politique)
Pour les articles homonymes, voir Nuno Melo.
João Nuno de Lacerda Teixeira de Melo, né le 18 mars 1966 à Joane, Vila Nova de Famalicão, est un avocat et un homme politique portugais, membre et président du CDS – Parti populaire. Depuis le 2 avril 2024, il est ministre de la Défense nationale.
Il est élu député européen de 2009 à 2024.